# Кофман Валентин Соломонович
Валентин Соломонович Кофман (7 жовтня 1901, Одеса— 3 липня 1942, Севастополь) — лікар-хірург, учасник  Великої Вітчизняної війни, військовий лікар 1-го рангу.

## Біографія
Народився 7 жовтня 1901 року в Одесі в єврейськії родині медиків. Мати Ганна Львівна працювала лікарем, батько Соломон Володимирович був професором медичного інституту.
Член  партії більшовиків з 1919 року. Учасник  Громадянської війни в Росії, був комісаром. У 1921 році Валентин Кофман поступив в Одеський медичний інститут, після закінчення якого два роки служив лікарем  кавалерійського полку. Після чого повернувся в Одесу. З 1937 року — доцент кафедри загальної хірургії медінституту. Потім захистив докторську  дисертацію і в 1938 році став професором.
Коли почалася Друга світова війна, Кофмана знову закликали в  Червону армію. Під час  Польського походу Червоної армії 1939 року, він командував медичної ротою, потім —  медико-санітарним батальйоном. Під час  Радянсько-фінської війни був старшим хірургом  стрілецького корпусу.
Брав участь у Великій Вітчизняній війні з самого її початку. Перебував в обложеній Одесі, брав участь в  обороні Севастополя в складі  Приморської армії в якості армійського хірурга. Саме в період оборони Севастополя В. С. Кофман розробляє методику поточного ведення хірургічних операцій у фронтових умовах. Напередодні залишення міста радянським командуванням їм був отриманий пропуск на літак для евакуації, але доктор Кофман віддав свій пропуск військфельдшеру Кононовій, у якої на руках був новонароджений син. 3 липня  1942 року був розстріляний фашистами разом з начальником медичної служби морської бази військлікарем 1-го рангу М. З. Зелікововим і начальником 41-го госпіталю військлікарем 1-го рангу М. А. Злотниковим. За іншими даними — пропав безвісти.
Був нагороджений орденом Червоної Зірки.
У його сина Лева в сім'ї було двоє синів — Юрій та Валентин, названий на честь діда (в даний час проживає в Ізраїлі).

## Пам'ять
8 серпня 2003 року в Одесі на будинку № 50 по вулиці Єврейській, де до війни жив Валентин Кофман, йому була встановлена меморіальна дошка — барельєф Кофмана з текстом:  "У цьом будинку з 1919 по 1941 рік жив учасник оборони Одеси та Севастополя, головний хірург Приморської армії, доктор медичний наук, професор Валентин Соломонович Кофман (1901—1942) " .